# Небесный щит Европы

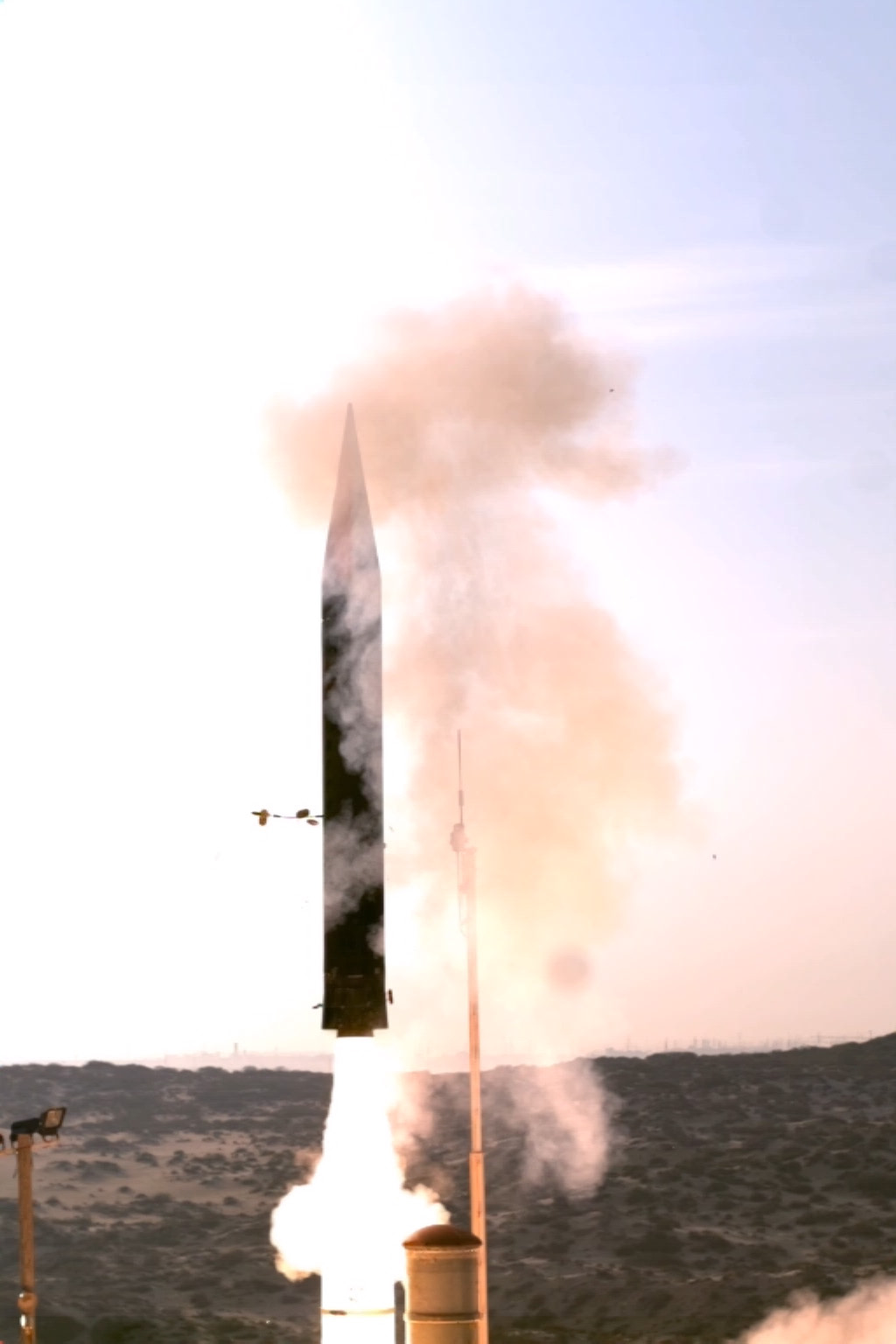
Запуск ракеты класса Arrow 3 (2013 год)

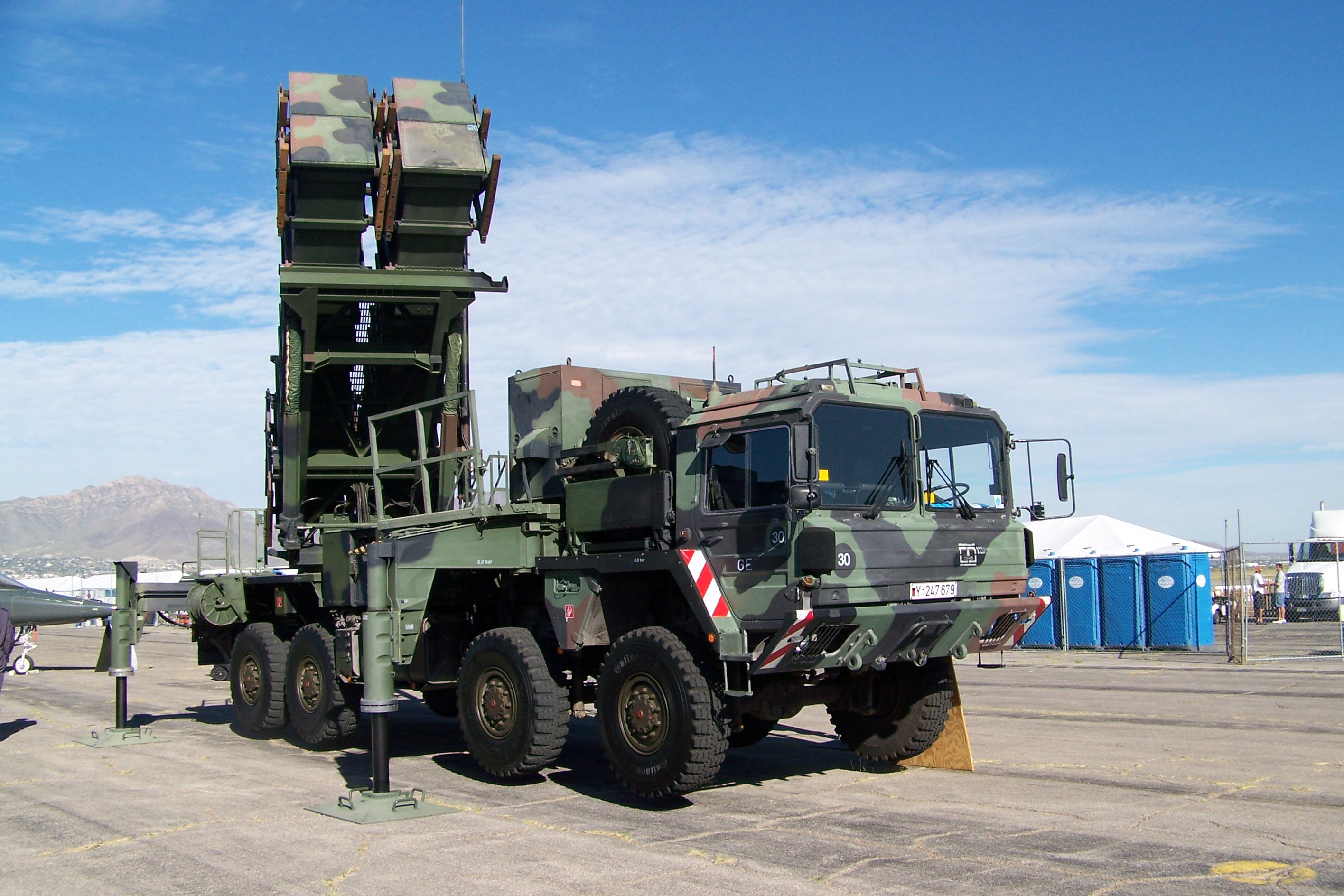
Немецкий "Пэтриот"

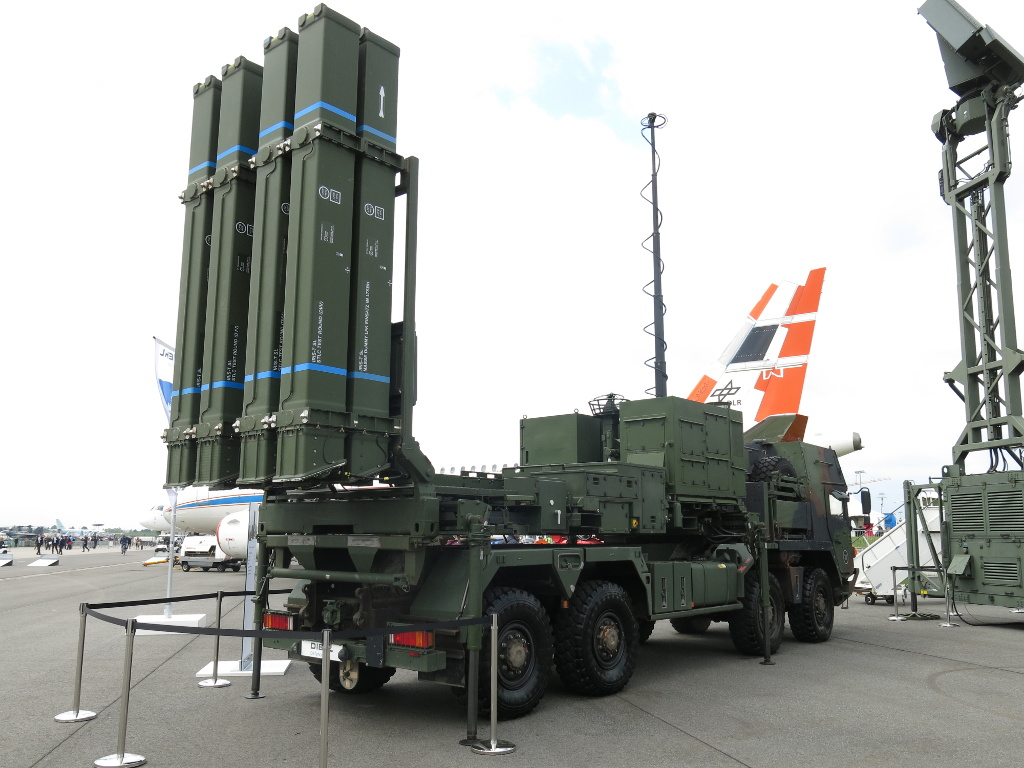
Комплекс IRIS-T SL

Инициатива «Европейский небесный щит» (англ. European Sky Shield Initiative (сокр. ESSI)) — нововведение предложенное Германией, с целью укрепить ПВО стран НАТО находящихся в Европейской части альянса. Инициатива была предложена Олафом Шольцем 29 августа 2022 года. Инициатива была подписана 13 октября 2022 года.

## История
С начала полномасштабного вторжения российских войск в Украину и нанесением многочисленных ракетно-бомбовых ударов по территории Украины, в частности комплексом «Искандер», базирующихся в Калининградской области. ЕС озаботила проблема покрытия систем ПВО и ограниченные возможности по перехвату баллистических ракет в Европе. 29 августа 2022 года канцлер Германии Олаф Шольц во время визита в Прагу обратил внимание на эти проблемы. По итогу, 13 октября 2022 года Германия и 14 других партнеров в составе ЕС подписали договор об образовании инициативы
Спустя полтора года с момента подписания инициативы, после того, как 15 февраля 2024 года Турция и Греция присоединились к договору, число стран присоединившихся к ESSI достигло 21. Тем не менее, еще летом 2023 года проект подвергся критике со стороны президента Франции Эмманюэля Макрона, который высказал недовольство тем, что инициатива направлена на развитие чужих систем ПВО/ПРО, таких как Американский Пэтриот и Израильский Arrow 3 которые создают зависимость от неевропейских производителей. Кроме того, Макрон подчеркнул превосходство европейских комплексов таких как SAMP-T не вошедшую в проект. После данного заявления, 4 страны ЕС, Франция, Италия, Испания и Польша отказались участвовать в ESSI, что ставит под сомнения целесообразности всей инициативы в связи с отсутствием Польши, которая имеет стратегическое расположение рядом с Калининградом. Однако, в апреле 2024 года польский премьер-министр  Дональд Туск объявил о планах Польши присоединиться к ESSI.

## Цели и состав инициативы
Основной целью проекта противовоздушного зонтика над Европой, является создание полностью скоординированной много эшелонированной ПВО, включающей системы малой (радиус действия до 15 км), средней (радиус действия до 50 км) и большой дальности (радиус действия свыше 50 км). Отличием данной инициативы от подобных других, является то, что страны-участницы договора планируют совместно закупить определённые системы ПВО. Это позволит покрыть максимальную возможную площадь за минимальные затраты, кроме того, совместное приобретение позволит сэкономить как при их закупке, так и на эксплуатационных расходах.

### Состав[8]
В рамках Европейской инициативы «Небесный щит» планируется установить три системы ПВО:
- малого-среднего радиуса действия IRIS-T
- среднего-дальнего радиуса действия MIM-104 Patriot
- дальнего-сверхдальнего радиуса действия Хец 3 (Arrow 3)

## Участники ESSI
|  | Члены ЕС |

| Страна         | Глава Правительства | Дата вступления |
| -------------- | ------------------- | --------------- |
| Австрия        | Карл Нехаммер       | июль 2023       |
| Албания        | Эди Рама            | февраль 2025    |
| Бельгия        | Александр Де Кро    | 13 октября 2022 |
| Болгария       | Гылыб Донев         | 13 октября 2022 |
| Великобритания | Лиз Трасс           | 13 октября 2022 |
| Венгрия        | Виктор Орбан        | 13 октября 2022 |
| Германия       | Олаф Шольц          | 13 октября 2022 |
| Греция         | Кириакос Мицотакис  | февраль 2024    |
| Дания          | Метте Фредериксен   | февраль 2023    |
| Латвия         | Кришьянис Кариньш   | 13 октября 2022 |
| Литва          | Гитанас Науседа     | 13 октября 2022 |
| Нидерланды     | Марк Рютте          | 13 октября 2022 |
| Норвегия       | Йонас Гар Стёре     | 13 октября 2022 |
| Польша         | Дональд Туск        | апрель 2024     |
| Португалия     | Луиш Монтенегру     | февраль 2025    |
| Румыния        | Клаус Йоханнис      | 13 октября 2022 |
| Словакия       | Эдуард Хегер        | 13 октября 2022 |
| Словения       | Роберт Голоб        | 13 октября 2022 |
| Турция         | Реджеп Эрдоган      | февраль 2024    |
| Финляндия      | Саули Ниинистё      | 13 октября 2022 |
| Чехия          | Петр Фиала          | 13 октября 2022 |
| Швейцария      | Вальтер Турнхерр    | июль 2023       |
| Швеция         | Ульф Кристерссон    | февраль 2023    |
| Эстония        | Кая Каллас          | 13 октября 2022 |